# Elisabeth Kanettis

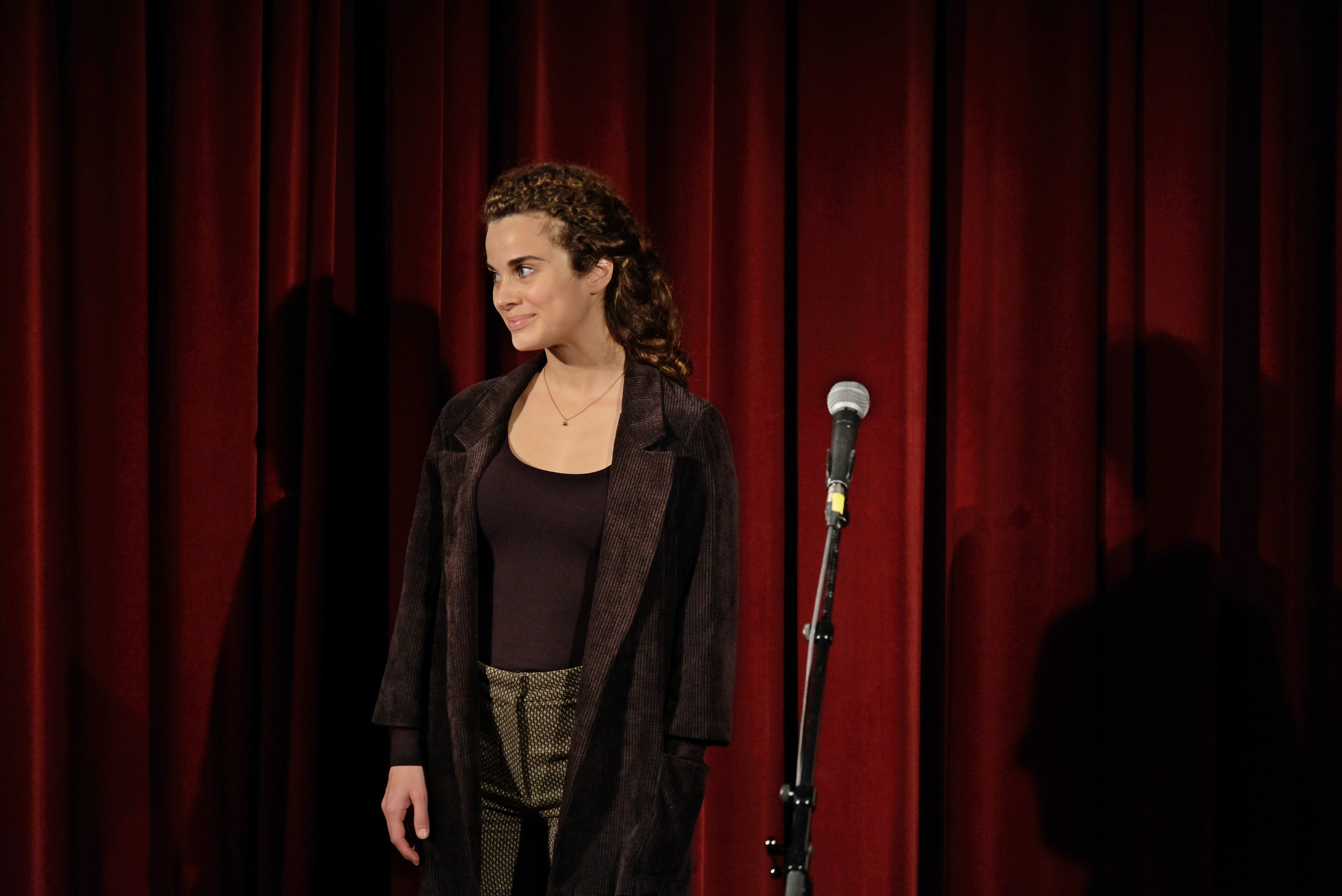
Elisabeth Kanettis (2020)

Elisabeth Kanettis, auch Elizabeth Kanettis, (* 28. Oktober 1988 in New York City) ist eine italienisch-US-amerikanische Schauspielerin.

## Leben

### Ausbildung
Elisabeth Kanettis wurde in New York City in den Vereinigten Staaten geboren und wuchs in einer Musikerfamilie dreisprachig mit den Sprachen Deutsch, Englisch und Griechisch auf. Nach der Rückkehr nach Europa lebte sie zunächst in Bozen in Südtirol. Nach dem Besuch der Volksschule in Pettnau im Bezirk Innsbruck-Land besuchte sie ab 1998 das Akademische Gymnasium Innsbruck, wo sie erste Schauspielerfahrungen an der schuleigenen Bühnenspielgruppe sammelte und 2007 maturierte. Von 1997 bis 2007 studierte sie außerdem Klavier bei Ana Dimova am Konservatorium in Innsbruck.
Im Studienjahr 2007/08 studierte sie Philosophie an der Universität Innsbruck. 2008 begann sie ein Studium der Theater-, Film- und Medienwissenschaft an der Universität Wien, das sie 2013 mit einer Diplomarbeit über Das Verkörpern von Geschichten: die stimmlich-sprachliche Präsenz in den Figurenkonstellationen von Robert Lepages "Lipsynch" bei Monika Meister als Mag. phil. abschloss. 2009 begann sie ein Zweitstudium der Anglistik an der Universität Wien. Von 2007/08 bis 2011/12 absolvierte sie außerdem ein Tanztraining in den lateinamerikanischen- und Standardtänzen beim Uniontanzsportclub (UTSC) Forum in Wien und nahm an nationalen und internationalen Wettbewerben im Tanzsport teil.
Ihre Schauspielausbildung erhielt sie ab 2011 an der Schauspielschule Krauss in Wien, die sie 2014 mit Diplom abschloss. Weitere Meisterkurse und Schauspiel-Coachings absolvierte sie unter anderem an der Atlantic Acting School in New York (2013), bei Susan Batson (2016), Frank Betzelt (2017), Sophie Molitoris (2018) sowie Michaela Rosen (2019).

### Theater
Während ihrer Schauspielausbildung spielte sie ab 2011 bei den Wiener Festwochen in Kommune der Wahrheit und Compartment City, am Max Reinhardt Seminar sowie 2013/14 am Theater Drachengasse in Romeo und Julia sind tot die Rolle der Julia. 2014/15 wirkte sie am Wiener Volkstheater unter Thomas Schulte-Michels in Die Vögel von Aristophanes mit.
2015 verkörperte sie in einer Uraufführung der Tanzoper Judith der Komponistin und Regisseurin Judith Unterpertinger mit der Neuen Oper Wien die Titelrolle. Außerdem spielte sie 2015 am Waldviertler Hoftheater in Raimunds Zaubermärchen Der Bauer als Millionär unter Hakon Hirzenberger das Lottchen.
In Brechts Dreigroschenoper war sie Anfang 2016 am Theater an der Wien unter der Regie von Keith Warner als Betty zu erleben, die Inszenierung wurde auf ORF III übertragen. 2016 spielte sie außerdem am Berliner Kindertheater die Rolle der Pippi Langstrumpf und bei den Festspielen Reichenau in der Nestroy-Posse Liebesgeschichten und Heurathssachen die Philippine.

### Film und Fernsehen
Nach einigen ab 2016 veröffentlichten Kurzspielfilmen verkörperte sie 2017 in der Fernsehserie Trakehnerblut von ServusTV (in der ARD Gestüt Hochstetten) unter der Regie von Andreas Herzog und Christopher Schier die wiederkehrende Rolle der Nicki Stuber. In der Folge 3,2,1... Mord der ORF/ZDF-Serie SOKO Donau/SOKO Wien hatte sie im selben Jahr eine Episodenrolle als Verena Gleim von der Abteilung Cybercrime.
Im darauffolgenden Jahr wirkte sie in der Episode Wenn die Maske fällt der Serie SOKO Kitzbühel sowie der Folge Zwei Väter der Serie Lena Lorenz mit und hatte eine Nebenrolle als Nonne in Til Schweigers Head Full of Honey. Außerdem stand sie für Dreharbeiten zum Kinofilm Narziss und Goldmund von Stefan Ruzowitzky als Lise vor der Kamera. 2019 war sie in der Folge Morgenlicht der Fernsehserie WaPo Bodensee zu sehen.
Im Mystery-Thriller Frieda – Coming Home von Michael W. Driesch, der im Januar 2020 beim Snowdance Independent Film Festival in Landsberg am Lech Premiere feierte, verkörpert sie die weibliche Hauptrolle der Olivia. In der Folge Hochzeitsreise in die Toskana der ZDF-Fernsehreihe Kreuzfahrt ins Glück war sie Ende 2021 an der Seite von Pia Stutzenstein und Jochen Horst in der Rolle der Moni Müller zu sehen. Ab September 2022 drehte sie unter der Regie von Andreas Schmied die Crime-Comedy Pulled Pork mit Otto Jaus, Paul Pizzera und Valerie Huber.

## Filmografie (Auswahl)
- 2016: Die Dreigroschenoper (Fernsehfilm)
- 2016: Zum Wohle Aller (Kurzfilm)
- 2017: Ich kenne dich / You See Me (Kurzfilm)
- 2017: Taaoras Lied – Hinter den Mauern der Stille
- 2017: Trakehnerblut (Fernsehserie)
- 2017: SOKO Donau/SOKO Wien – 3,2,1... Mord
- 2018: Ballavita (Kurzfilm)
- 2018: Parted (Kurzfilm)
- 2018: SOKO Kitzbühel – Wenn die Maske fällt
- 2018: Lena Lorenz – Zwei Väter
- 2018: Head Full of Honey
- 2019: WaPo Bodensee – Morgenlicht
- 2019: Best Christmas Ball Ever (Fernsehfilm)
- 2019: Vampire Vienna
- 2020: Frieda – Coming Home
- 2020: Schwarz Weiss Bunt
- 2020: Narziss und Goldmund
- 2020: Hochwald
- 2021: Ein Sommer in Südtirol (Fernsehfilm)
- 2021: Kreuzfahrt ins Glück: Hochzeitsreise in die Toskana (Fernsehreihe)
- 2022: Ella Schön: Das Glück der Erde (Fernsehreihe)
- 2022: Ella Schön: Freischwimmer (Fernsehreihe)
- 2022: Ella Schön: Seitensprünge (Fernsehreihe)
- 2022: Der Bozen-Krimi – Familienehre (Fernsehreihe)
- 2023: SOKO Linz – Spielregeln (Fernsehserie)
- 2023: Pulled Pork
- 2023: Die Chefin – All In (Fernsehserie)
- 2025: SOKO Donau/SOKO Wien – Matrjoschka (Fernsehserie)

## Publikationen
- 2015: Das Verkörpern von Geschichten: Die stimmlich-sprachliche Präsenz in den Figurenkonstellationen von Robert Lepages LIPSYNCH, AV Akademikerverlag, Saarbrücken 2015, ISBN 978-3-639-79253-9